# Diocesi di Melo
La diocesi di Melo (in latino: Dioecesis Melensis) è una sede della Chiesa cattolica in Uruguay suffraganea dell'arcidiocesi di Montevideo. Nel 2021 contava 102.124 battezzati su 139.000 abitanti. È retta dal vescovo Pablo Alfonso Jourdán Alvariza.

## Territorio
La diocesi comprende i dipartimenti di Cerro Largo e di Treinta y Tres.
Sede vescovile è la città di Melo, dove si trova la cattedrale di Nostra Signora del Pilar e San Raffaele.
Il territorio si estende su 23.177 km² ed è suddiviso in 15 parrocchie.

## Storia
La diocesi di Melo fu eretta il 14 aprile 1897 con la bolla Apostolici ministerii di papa Leone XIII., ricavandone il territorio dalla diocesi di Montevideo, che contestualmente fu elevata al rango di arcidiocesi metropolitana.
L'11 agosto 1931 in forza della bolla Quo salubrius di papa Pio XI la sede vescovile fu trasferita da Melo a Florida e contestualmente la diocesi mutò il proprio nome in diocesi di Florida e Melo.
Il 15 novembre 1955 per effetto della bolla Accepta arcano di papa Pio XII la diocesi si divise, dando origine alla presente diocesi di Melo, che incorporò territori che erano appartenuti fino ad allora all'arcidiocesi di Montevideo, e alla diocesi di Florida.
Il 25 giugno 1960 ha ceduto una porzione del suo territorio a vantaggio dell'erezione della diocesi di Minas (oggi diocesi di Maldonado-Punta del Este-Minas).

## Cronotassi dei vescovi
Si omettono i periodi di sede vacante non superiori ai 2 anni o non storicamente accertati.
- José María Cavallero † (20 dicembre 1955 - 9 luglio 1960 nominato vescovo di Minas)
- Orestes Santiago Nuti Sanguinetti, S.D.B. † (9 luglio 1960 - 2 gennaio 1962 nominato vescovo di Canelones)
- Roberto Reinaldo Cáceres González † (2 gennaio 1962 - 23 aprile 1996 ritirato)
- Nicolás Cotugno Fanizzi, S.D.B. (13 giugno 1996 - 4 dicembre 1998 nominato arcivescovo di Montevideo)
- Luis del Castillo Estrada, S.I. (21 dicembre 1999 - 13 giugno 2009 ritirato)
- Heriberto Andrés Bodeant Fernández (13 giugno 2009 - 19 marzo 2021 nominato vescovo di Canelones)
- Pablo Alfonso Jourdán Alvariza, dal 15 settembre 2021

## Statistiche
La diocesi nel 2021 su una popolazione di 139.000 persone contava 102.124 battezzati, corrispondenti al 73,5% del totale.
| anno | popolazione | popolazione | popolazione | presbiteri | presbiteri | presbiteri | presbiteri                | diaconi | religiosi | religiosi | parrocchie |
| anno | battezzati  | totale      | %           | numero     | secolari   | regolari   | battezzati per presbitero | diaconi | uomini    | donne     | parrocchie |
| ---- | ----------- | ----------- | ----------- | ---------- | ---------- | ---------- | ------------------------- | ------- | --------- | --------- | ---------- |
| 1966 | 95.000      | 120.000     | 79,2        | 29         | 15         | 14         | 3.275                     |         | 14        | 64        | 10         |
| 1970 | 90.000      | 120.000     | 75,0        | 27         | 12         | 15         | 3.333                     |         | 16        | 62        | 10         |
| 1976 | 90.000      | 125.000     | 72,0        | 25         | 7          | 18         | 3.600                     |         | 19        | 51        | 14         |
| 1980 | 91.400      | 127.100     | 71,9        | 22         | 10         | 12         | 4.154                     | 1       | 12        | 58        | 16         |
| 1990 | 97.000      | 138.000     | 70,3        | 23         | 14         | 9          | 4.217                     | 1       | 15        | 79        | 16         |
| 1999 | 126.000     | 175.500     | 71,8        | 22         | 17         | 5          | 5.727                     | 1       | 5         | 40        | 16         |
| 2000 | 127.000     | 177.000     | 71,8        | 20         | 15         | 5          | 6.350                     | 1       | 33        | 40        | 16         |
| 2001 | 99.000      | 145.000     | 68,3        | 22         | 14         | 8          | 4.500                     | 1       | 8         | 34        | 16         |
| 2002 | 95.000      | 133.000     | 71,4        | 21         | 13         | 8          | 4.523                     | 1       | 8         | 38        | 16         |
| 2003 | 95.000      | 133.000     | 71,4        | 21         | 13         | 8          | 4.523                     | 1       | 8         | 38        | 16         |
| 2004 | 110.000     | 150.000     | 73,3        | 19         | 11         | 8          | 5.789                     | 1       | 8         | 39        | 16         |
| 2013 | 126.000     | 158.300     | 79,6        | 23         | 20         | 3          | 5.478                     |         | 3         | 38        | 16         |
| 2016 | 102.366     | 132.832     | 77,1        | 15         | 14         | 1          | 6.824                     | 3       | 1         | 36        | 16         |
| 2019 | 104.000     | 139.500     | 74,6        | 14         | 12         | 2          | 7.428                     | 5       | 2         | 36        | 16         |
| 2021 | 102.124     | 139.000     | 73,5        | 14         | 13         | 1          | 7.294                     | 4       | 1         | 31        | 15         |